# Cerro Palmera
Cerro Palmera är en ort i Mexiko.   Den ligger i kommunen San José Tenango och delstaten Oaxaca, i den sydöstra delen av landet, 290 km sydost om huvudstaden Mexico City. Cerro Palmera ligger 915 meter över havet och antalet invånare är 510.
Terrängen runt Cerro Palmera är kuperad österut, men västerut är den bergig. Runt Cerro Palmera är det ganska tätbefolkat, med 86 invånare per kvadratkilometer. Närmaste större samhälle är Huautla de Jiménez, 15,2 km väster om Cerro Palmera. I omgivningarna runt Cerro Palmera växer i huvudsak städsegrön lövskog.